# Rosebud (Dacota do Sul)
Rosebud é uma Região censo-designada localizada no estado norte-americano de Dakota do Sul, no Condado de Todd.

## Demografia
Segundo o censo norte-americano de 2000, a sua população era de 1557 habitantes.

## Geografia
De acordo com o United States Census Bureau tem uma área de
34,0 km², dos quais 33,9 km² cobertos por terra e 0,1 km² cobertos por água. Rosebud localiza-se a aproximadamente 804 m acima do nível do mar.

## Localidades na vizinhança
O diagrama seguinte representa as localidades num raio de 20 km ao redor de Rosebud.